# 竹田光明
竹田 光明（たけだ みつあき、1955年8月13日 - ）は、日本の政治家、実業家。元衆議院議員（1期）。

## 略歴
東京都東村山市生まれ。晃華学園小学校、駒場東邦中学校・高等学校卒業。埼玉大学に進学し、在学中の1977年4月に有限会社竹田酒販を設立した。1980年3月、埼玉大学経済学部卒業。1984年、竹田ビルを新たに設立し、同社代表取締役に就任。1986年、有限会社竹田屋に入社し、同社専務取締役に就任した。1997年、社会福祉法人緑風会評議員に就任し、2001年には同法人理事に着任。2005年には竹田屋代表取締役の座に就いた。
民主党の候補者公募に応募し、合格。2009年の第45回衆議院議員総選挙では、比例東京ブロック単独23位で立候補し、初当選した。
2012年12月16日の第46回衆議院議員総選挙に、民主党公認で東京25区から立候補。自由民主党前職の井上信治に7万票以上の大差をつけられ敗北、重複立候補していた比例東京ブロックでも復活できず落選した。
2014年12月14日の第47回衆議院議員総選挙では東京20区に国替えして立候補したが、自民前職の木原誠二に約5万1千票の差で敗れ比例復活もならず再度落選した。
2016年3月、東京医科歯科大学大学院医歯学総合研究科医療管理政策コース修士課程修了。
2017年10月の第48回衆議院議員総選挙でも東京20区からの立候補を予定していたが、同選挙では所属する民進党が公認候補を擁立せず、希望の党に公認申請を行う方針を決定。しかし、10月3日に発表された希望の党の1次公認では別の新人候補者が同選挙区で公認された。竹田は支持者に立憲民主党からの出馬を薦められたのに対し、「（前原誠司民進党代表の）思いを裏切れない」と述べ、選挙区での立候補を断念。最終的に希望の党の比例東京ブロック単独34位で立候補したが、落選。
2020年9月、日本維新の会の次期衆院選候補者となる東京21区支部長に就任。
2021年10月31日の第49回衆議院議員総選挙では、候補者3人中3位で落選。
2023年6月28日、日本維新の会は第50回衆議院議員総選挙公認予定候補者として、竹田を東京20区で擁立することを発表したが、2024年9月に立候補を辞退した。

## 政策
- 選択的夫婦別姓制度導入について、「どちらとも言えない」としている[9]。